# مخنث في الأدب اليهودي
يشير مصطلح  (ثنائي الجنس) في التقاليد اليهودية إلى شخص يمتلك الخصائص الجنسية لكل من الذكور والإناث. يناقش الأدب العبري -بسبب الطبيعة الغامضة لجنس الفرد- النوع الاجتماعي (الجندر) للفرد والعواقب القانونية التي تنتج استنادًا إلى التصنيفات المحتملة للنوع الاجتماعي. يلعب النوع الاجتماعي دورًا رئيسيًا في الالتزامات القانونية في اليهودية التقليدية الملتزمة.

## الأساس البيولوجي
تتحدد الخواص الفيزيولوجية للجنين خلال عملية محددة أثناء تطور المضغة إلى جنين. يمكن القول إن الجنين يكون دون أعضاء تناسلية ذكرية أو أنثوية في وقت معين. وكنتيجة لإفراز الهرمونات في جزء واحد من الجنين والتعرف عليها في الجزء الآخر، يطوّر الجنين إما أعضاء تناسلية ذكرية، أو أعضاء تناسلية أنثوية. تحدث هذه العملية تقريبًا بعد شهر ونصف من الحمل بشكل منفصل تمامًا عن الجنس الجيني. يُحدد الجنس الجيني فقط من خلال وجود أو غياب الصبغي واي Y (وجوده = ذكر، غيابه = أنثى).
يمكن أن يحدث اختلاط (على الرغم من ندرة حدوثه)، نظرًا إلى أن هذين العاملين (إفراز الهرمونات والوجود الجيني للصبغي واي) يجتمعان لتحديد الجنس. قد تحدث هذه الحالة بعدد من الطرق المختلفة. إحدى الاحتمالات هي أن الذكر جينيًا لا ينتج التستوستيرون (أو بدلًا عن ذلك ينتج التستوستيرون ولكن لا يستشعره). ونتيجة لعدم استشعار الجنين للتستوستيرون، فإنه يتفاعل من خلال تكوين أعضاء تناسلية أنثوية، بالإضافة إلى الأعضاء التناسلية الذكرية الموجودة أصلًا. يمكن أن يحصل ذلك بطريقة أخرى، وهي أن يُنتج التستوستيرون، الذي يُنتج عادة من الخصيتين، في منطقة أخرى من الجسم، وبالتالي تتعرف الأنثى جينيًا عليه، وتولّد أعضاء تناسلية ذكرية إلى جانب الأعضاء التناسلية الأنثوية الموجودة أصلًا.
ومن المهم مرة أخرى الإشارة إلى أن وجود هذه الفئة ليس بسبب الشك في الجنس الوراثي للفرد، وإنما أيضًا بسبب الغموض حول الأعضاء التناسلية الجسدية.

## الفرق بينه وبين التُمتُم
يُشار بالمخنث في اليهودية -كما هو موضح أعلاه- إلى الشخص الذي يُبدي في الظاهر امتلاكه لكل من الأعضاء التناسلية الذكرية والأنثوية. وتوجد فئة منفصلة تدعى تُمتُم (بمعنى مخفي)، ويشرح ميمونيدس أن التُمتُم هو الفرد «الذي لا يمكن تمييز أعضاء تناسلية ذكرية ولا أنثوية عنده». وبهذا يكون التُمتُم هو العكس للمخنث، إذ يمتلك المخنث الأعضاء التناسلية الذكرية والأنثوية معًا، بينما لا يمكن رؤية أعضاء التُمتُم بوضوح. والأهم من ذلك هو أن التقاليد اليهودية لا تنظر للتُمتُم بنفس الطريقة التي تنظر بها للمخنث. في حين يُعترف بأن هوية المخنث غامضة، يُعلن عن امتلاك التُمتُم جنسًا محددًا، ولكنه ببساطة مخفي من الخارج. مع ذلك، واصلت السلطات القانونية في اليهودية مناقشة حالة التُمتُم بصورة أكثر من مناقشتها لحالة المخنث.